# Universidad Bedër
La Universidad Bedër (en albanés, Universiteti Bedër, BU; también conocida como Universiteti Hëna e Plotë) es una organización privada sin ánimo de lucro en Tirana, Albania. Fue creada en 2011 por la Comunidad Musulmana de Albania, completando así el ciclo que comenzó con la reapertura de las madrasas en 1991. En el Ranking de Universidades del Mundo, la Universidad Bedër está clasificada como la quinta universidad de Albania.
BU es parte la institución educativa musulmana y ofrece títulos de grado, máster en Ciencias y Profesional de licenciatura en inglés y albanés. Dos programas de grado se imparten en inglés. El 3 de junio de 2013 la Universidad Bedër firmó un Memorando de Entendimiento con la Universidad de Tirana.

## Campus
En 2017 se iniciaron los trabajos de construcción de su moderno campus en Sauk.
El nombre de Bedër Universidad se deriva de Badr, que significa "luna llena" (بدر ) en árabe; otras fuentes señalan que procede de la batalla de al-Badr entre árabes musulmanes y cristianos bizantinos en el año 624 d. C. Comúnmente se llama en albanés Universiteti Hëna e Plotë.
Su actual rector es Ferdinand Gjana.